# Arellano (apellido)
Arellano es un apellido oriundo de Navarra, España.  Según el filólogo vasco Endika de Mogrovejo, Arellano proviene del euskera y significa "lugar de robles".[cita requerida] mientras que según el filólogo navarro Mikel Belasko, Arellano significa lugar propiedad de un hombre llamado Valerius.
Es necesario aclarar que, como apellido, hay dos vertientes muy diferentes entre sí:
1. Arellano de origen toponímico, que corresponde a personas originarias del municipio navarro de Arellano que tomaron su lugar de origen como nombre familiar (algo muy común en la España medieval), que es a la que se hace mención más arriba.  A este caso corresponde la inmensa mayoría de las personas apellidadas Arellano en España, Hispanoamérica y los Estados Unidos;
2. Arellano de origen hidalgo, que corresponde a los descendientes de la Casa de Arellano, antigua e ilustre familia navarro-castellana de ascendencia real, cuyos miembros desempeñaron un lugar señalado en la historia de España, y figuran profusamente en el Orden de Santiago y en la Orden de Calatrava. Esta casa noble debe su apellido a don Sancho Sánchez, señor de Arellano. Los títulos nobiliarios más importantes de la Casa de Arellano fueron el Señorío de Cameros, el Condado de Aguilar de Inestrillas, la Grandeza de Castilla y el Marquesado de Ramírez de Arellano.  De esta familia desciende una pequeña minoría de personas concentradas en España y Chile.

Por lo tanto, si bien todos los Arellano comparten el mismo origen navarro, sólo muy pocos descienden del linaje noble navarro-castellano.

## Genealogía de la Casa de Arellano, Grandes de Navarra
En el caso de la Casa de Arellano, su tronco genealógico corresponde a Sancho Ramírez (abuelo), quien fue Rey de Aragón y también Rey de Pamplona, padre de Ramiro Sánchez de Pamplona quien a su vez fue padre de los hermanos Don Sancho Ramírez (nieto) y Don García Ramírez "el Restaurador", Rey de Navarra.
Ramiro Sánchez de Pamplona se casó con Cristina Rodríguez (hija del Cid, Rodrigo Díaz de Vivar).
Sancho Ramírez (nieto) se casó con Elvira Gómez (hija del Conde de Gómez González Salvadores y de su mujer Urraca Díaz, de la casa de Ansúrez). Nació de esa unión Sancho Sánchez, primer Señor de la Villa de Arellano, tomando como apellido dicho lugar. Se extendió fuera del territorio de Navarra, hacia el resto de la península ibérica, y después a América. 
Actualmente se pueden encontrar descendientes en toda la península ibérica y América Latina, principalmente Chile, México y Puerto Rico, lugares donde se establecieron las nuevas casas; en el caso de Chile en Constitución (fundada como Nueva Bilbao por el también estellica Santiago de Oñederra y Alvizu), a raíz de las Guerras Carlistas; 
De una de las ramas de este linaje, destaca Juan Ramírez de Arellano, Señor de Arellano, quién recibió el Señorío de Cameros en 1366 por ayudar al Rey Enrique II de Castilla después de la Batalla de Nájera, que formó parte de la Guerra de los Cien Años.  Hacia el año 1475, los Reyes Católicos concedieron el título de Conde de Aguilar de Hinestrillas a Alonso Ramírez de Arellano, sexto Señor de Cameros.  El rey Felipe IV le concedió la Grandeza de España el 4 de abril de 1640, siendo, a la sazón,  don Juan Ramírez de Arellano y Manrique, el octavo conde de Aguilar de Inestrillas.  De esta rama de los Señores de Cameros , a través de don Babilés Ramírez de Arellano, hijo de doña María Ramírez de Arellano y Manrique de Lara, quien llega a Chile con el grupo de conquistadores de Francisco de Villagra, desciende directamente la familia Arellano establecida en Santiago; dueños originales del Fundo El Tabo y fundadores del balneario de El Tabo.  
Alonso Ramírez de Arellano fue el primer Conde de Aguilar de Hinestrillas.  De esta rama también fue Diego Ramírez de Arellano, nacido en 1633, marino y cosmógrafo que tomó parte en las expediciones de los hermanos García de Nodal al estrecho de Magallanes y fue el descubridor de las islas que, aún hoy, llevan su nombre: "Islas Diego Ramírez".

## Descripción del escudo de armas[3]
El escudo de armas de la Casa de Arellano, ha pasado por diferentes etapas, llegando a 4 escudos distintos entre sí, los cuales determinan un periodo y procedencia:	
- Escudo original: Un escudo simple, partido en la mitad, con rojo a la izquierda y blanco a la derecha.
- Escudo clásico: El escudo partido, con los mismos colores del antiguo, pero con tres flores de lis, dos arriba (una a la izquierda y otra a al derecha) y una abajo (al centro).
- Escudo navarro: Al escudo clásico se le agrega un borde azur y con otras ocho flores de lis (repartidas en el borde).
- Escudo aragonés: A diferencia del escudo navarro, en lugar de las flores de lis, y de estar partido en la mitad, lo sustituyen barras rojas y plata alternadas.

### Monumentos y calles
- Palacio de los Arellano, Arellano. Emplazado en el solar original de la Casa de Arellano, en la villa a la que debe su nombre.
- Palacio de los Ramírez de Arellano, Guadix.  Actual Escuela de Artes de Guadix, en su frontis se puede apreciar el escudo de armas de la Casa de Arellano.
- Calle de Ramírez de Arellano, Madrid.  Nombrada en honor a la Casa de Arellano.
- Avenida Ramírez de Arellano, Guaynabo.
- Palacio de los Ramírez de Arellano, Villaescusa de Haro.